# Ralph Agas
Ralph Agas (ou Radulph Agas) (Babergh, Suffolk, c. 1540 — Babergh, 26 de novembro de 1621) foi um agrimensor inglês, que entrou para a prática de sua profissão em 1566. Nas cartas que escreveu para o Lorde Burghley, Agas descreve os métodos de topografia, ainda hoje utilizados, e uma espécie de prospecto de publicidade de suas próprias habilidades, no qual se descreve como inteligente em aritmética. É mais conhecido por seus mapas de Oxford (1578), Cambridge (1592) e Londres. As cópias das duas primeiras estão preservadas na Biblioteca Bodleiana. Em relação aos mapas de Londres e Westminster, que provavelmente foram confeccionados em 1591, dois exemplares foram preservados: um pela Corporação de Londres, e outro na coleção Pepysian, em Magdalene College, Cambridge. O mapa tem quase dois metros de comprimento, impresso a partir de blocos de madeira, e dá uma valiosa imagem da Londres do Período Elisabetano.

## Biografia

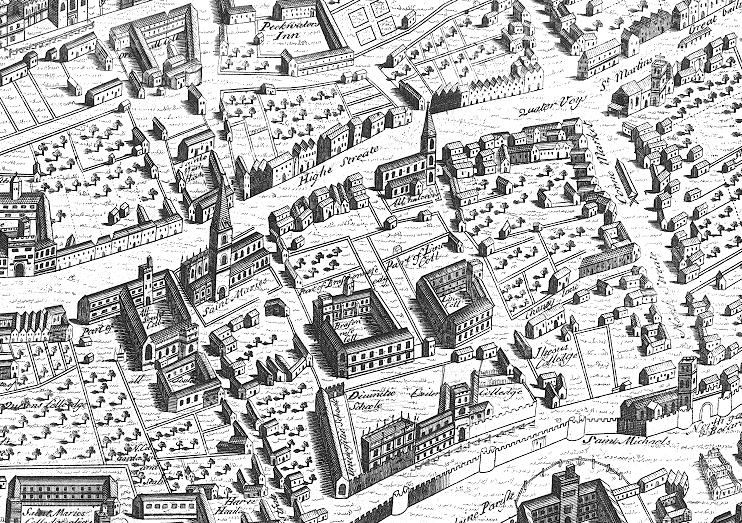
Parte do mapa de Oxford por Agas (1578).

Agas ganhou fama no reinado da rainha Elizabeth por fazer mapas de Londres, Cambridge e Oxford. Era nativo de Babergh, no condado de Suffolk, e é provável que seu nascimento ocorreu entre os anos de 1540 e 1545. Em 1566 iniciou sua prática como topógrafo.
Parece que residiu, principalmente em Suffolk, chegando à cidade no período escolar para graduar-se. No Lansdowne e no Additional MSS. existem vários documentos originais, escritos em uma elegante caligrafia pelo próprio Agas. O primeiro é uma carta, datada de 22 de fevereiro de 1592-3, e dirigida ao Lorde Burghley, o senhor tesoureiro da rainha Elizabeth. É intitulada A Noate for the Perfection of Lande Measure, and exact Plattinge of Cities, Castels, Honors, Lordshippes, Maners, and Landes of all sortes. Em sua descrição pitoresca da forma de levantamento topográfico de terras, o escritor fala do 'pessoal rentável' e do 'teodolito' de cerca de 50 centímetros de diâmetro, com um transferidor de três centímetros, pelo menos.
O documento seguinte, no que diz respeito à data, é dirigido ao mesmo nobre. É datado de 1597, a lápis. Neste, ele fala de seu trabalho nos Fens, e propriedades como ele havia esboçado o terreno, medido a quantidade das águas, das elevações e depressões, e dos abusos diários dos proprietários; e, ao agradecer a sua senhoria pelos prêmios já outorgados, alude a uma soma considerável ainda que lhe são devidas por seus serviços. Há também um documento, na forma de um anúncio impresso em um quarto de folha, para ser enviado a seus patronos. Nele, ele se descreve como de Stoke-next-Nayland em Suffolk, e afirma que atuou em pesquisas por mais de quarenta anos. Afirma que tinha um conhecimento perfeito de prazos habituais e os títulos de todos os tipos, que ele era um escritor bom e bem familiarizado com registros antigos.
Em outro manuscrito, datado de 1606, há um parecer dado por ele aos comissários nomeados para investigar a questão das terras ocultas pertencentes à Coroa. Em 17 de novembro de 1606, Agas foi morar em Londres; suas qualidades, habilidades e atividades, ele deixou registrados em um documento, sem dúvida muito bonito, como um anúncio. Nela, fica evidente, que tinha uma opinião muito boa de si próprio. Além de seu conhecimento de topografia, era capaz de ler registros antigos, e de restaurar os que estavam gastos, "obliterados ou esmaecidos". Conseguia medir o peso e a medida de qualquer corpo sólido e era especialista em aritmética. Tinha uma receita para a preservação da visão; sabia retirar e replantar árvores de até uma tonelada de peso; e tinha experiência de quarenta anos em sua profissão.
Agas casou com a viúva de John Payne, de Stoke-by-Nayland. Disputas familiares surgiram então como a alienação dos bens de Payne, e em uma dessas brigas, o cunhado de Agas, Ives, foi ferido nas costas com um tridente. Posteriormente, o caso foi parar no Tribunal de Star Chamber. No processo apresentado ao tribunal, Agas e seus filhos foram descritos como os elementos mais pestilentos da vizinhança, e Agas descrito  como "aquele que em tempos antigos utilizou o cargo de magister, e foi algumas vezes pároco de Dereham, no condado de Norfolk, sendo privado de seu benefício devido a sua vida lasciva e más condições". A resposta dos réus na ação afirmou que muitas das alegações contidas no processo eram absurdas, ridículas e falsas, e, ainda, "que o mesmo Radulph Agas nunca foi pároco de Dereham, em Norfolk, nem teve nada a ver com a igreja, pessoas, ou com o  ministro de lá; nem nunca foi privado de qualquer igreja ou benefício". A decisão da Star Chamber não é conhecida, uma vez que os registros do tribunal se perderam.
Agas publicou: A Preparative to Platting of Landes and Tenements for Surueigh. Shewing the diversitie of sundrie instruments applyed thereunto. Patched vp as plainly together, as boldly offered to the curteous view and regard of all worthie Gentlemen, louers of skill, And published instead of his flying papers, which cannot abide the pasting to poasts, Londres, 1596, 4to. Isto foi escrito em seu "lodging at the Flower de Luce, ouer against the Sunne without Fleetbridge". É apenas um ensaio admonitório, e o autor diz que tencionava escrever um tratado técnico completo sobre o assunto.

## Mapas

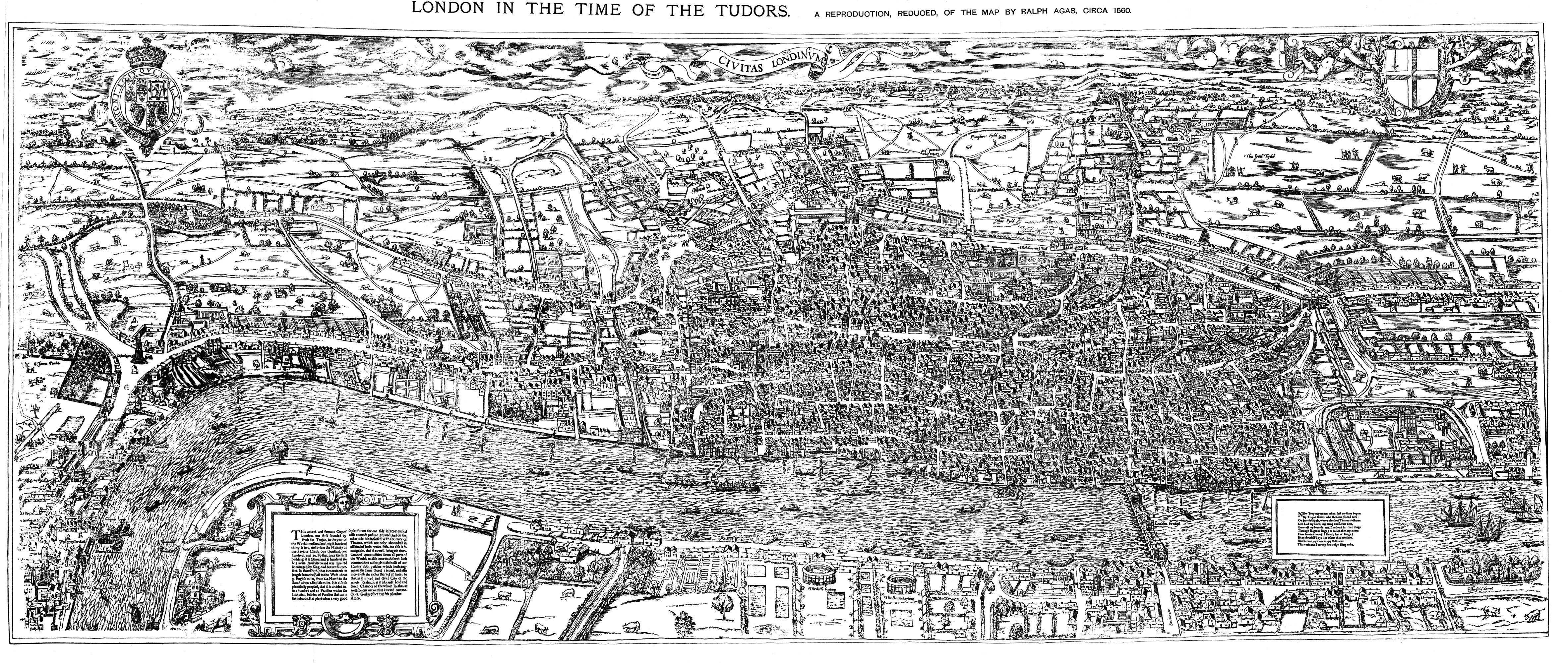
Cividade Londínio; mapa de Londres por Agas, (1570-1605?)

Agas é principalmente lembrado, contudo, por seus mapas, ou melhor, por suas vistas panorâmicas, de Londres, Oxford e Cambridge. O primeiro mapa produzido pos Agas foi a planta da cidade de Oxford, datada de 1578, cuja cópia está preservada na Biblioteca Bodleiana. Uma cópia, provavelmente única, da planta da cidade de Cambridge, datada de 1592, também está preservada lá. Estes mapas extremamente curiosos e valiosos foram doados à Biblioteca Bodleiana pelo Doutor Rawlinson. Tendo-se deteriorado e degradado pela exposição, foram alguns anos atrás, cuidadosamente montados sobre tela, em uma moldura de madeira e cobertos com vidro. A planta da cidade de Oxford, foi regravada por Robert Whittlesey, a cargo da universidade, em 1728. Esta planta foi destruída em um incêndio em 1808. Das plantas das cidades de Londres e Westminster, do distrito de Southwark, e partes adjacentes, dois exemplares foram preservados, um das quais faz parte da coleção Pepysian, no Magdalen College, Cambridge, e o outro é propriedade da Corporação de Londres. Surgiu muita controvérsia quanto à data exata dessa visão admirável da metrópole da Inglaterra, tal como existia no tempo da rainha Elizabeth; e o senhor W. H. Overall, F.S.A., após uma análise cuidadosa de todos os fatos, chegou à conclusão de que não poderia ter sido produzido mais cedo do que por volta de 1591.
O mapa tem quase dois metros de comprimento, por um metro de largura, e é impresso a partir de blocos de madeira. Em 1737 George Vertue, o gravador e antiquário, publicou uma pretensa cópia do mapa de Londres de Agas, afirmando que foi executado em 1560, e que ele dava uma verdadeira representação da metrópole, tal como existia no início do reinado da rainha Elizabeth. Vertue marcou sua pretensa cópia com a data de 1560 em algarismos romanos, fez alterações palpáveis e omissões, a fim de que pudesse manter a data ilusória, e tomou outras liberdades insustentáveis com o objetivo de dissimular a fraude. O resultado desses infelizes retoques no projeto original foi que inúmeros antiquários subsequentes foram vítimas do engano. O senhor Overall é de opinião que Vertue, tendo se tornado dono de uma das partes de uma cópia do mapa feito por alguns desconhecidos gravadores neerlandeses, no reinado de Guilherme III, fizeram com que fossem "consertados", provavelmente com o propósito de enganar a seus amigos antiquários. Claro que as numerosas cópias do espúrio mapa editado por Vertue são de pouco ou nenhum valor; mas os amantes da antiguidade podem agora consultar um fac-símile correto da planta original de Agas, que foi publicado com o seguinte título:
Civitas Londinum. Ralph Agas. Um levantamento das cidades de Londres e Westminster, do distrito de Southwark, e as partes adjacentes, no reinado da rainha Elizabeth, publicado em fac-símile do original na Biblioteca Guildhall, com um relato biográfico de Ralph Agas e um exame histórico e crítico dos trabalhos e das diversas assim chamadas reproduções do mesmo por Vertue e outros. Por William Henry Geral, F.S.A., bibliotecário da Corporação de Londres. O fac-símile por Edward J. Francis. Londres. 1874, 4to.
Agas também executou uma planta da cidade de Dunwich, em Suffolk, que fez parte da história daquela cidade por Thomas Gardner (1744). O original depois passou para a posse de David Elisha Davy, o antiquário de Suffolk. O Supervisio Manerii de Comerde Magna, alias Abbas Haule, co. Suff. de Agas, está preservado em MS. Sloan. 3664.